# Campionati europei di pattinaggio di velocità 2025
I Campionati europei di pattinaggio di velocità 2025 sono stati la 119ª edizione della manifestazione. Si sono svolti dal 10 al 12 gennaio 2025 presso la Thialf di Heerenveen, nei Paesi Bassi.

## Podi

### Uomini
| Evento              | Oro            | Punti   | Argento            | Punti   | Bronzo        | Punti   |
| Allround (dettagli) | Sander Eitrem  | 146.561 | Peder Kongshaug    | 147.612 | Beau Snellink | 149.092 |
| Sprint (dettagli)   | Jenning de Boo | 136.670 | Merijn Scheperkamp | 139.290 | Tim Prins     | 137.845 |

### Donne
| Evento              | Oro                       | Punti   | Argento   | Punti   | Bronzo            | Punti   |
| Allround (dettagli) | Antoinette Rijpma-de Jong | 159.211 | Joy Beune | 159.330 | Ragne Wiklund     | 159.942 |
| Sprint (dettagli)   | Jutta Leerdam             | 150.060 | Femke Kok | 150.100 | Suzanne Schulting | 151.135 |

## Medagliere
| Posiz. | Nazione     | Oro | Argento | Bronzo | Totale |
| ------ | ----------- | --- | ------- | ------ | ------ |
| 1      | Paesi Bassi | 3   | 3       | 3      | 9      |
| 2      | Norvegia    | 1   | 1       | 1      | 3      |
| Totale | Totale      | 4   | 4       | 4      | 12     |